# Otto Schlegel
Carl Otto Emil Schlegel (født 21. oktober 1848 på Christianshavn i København, død 30. juli 1864 i København) var en dansk officer.

## Familie
Schlegel var søn af justitsråd, kommitteret i Økonomi- og Kommercekollegiet Henrik Frederik Schlegel (1749–1822) og Carolina Sigfridia Hyllested (1761–1827).
Han blev i 1841 gift med Sophia Maria Lorentz (1820-1890).

## Militær karriere
Schlegel var elev på Frikorporalskolen 1809-1810. Han blev sekondløjnant ved Danske Livregiment til Fods i 1810 og ved Ingeniørkorpset i 1811. Han var premierløjnnat ved Københavns Fæstning 1814-1820, og i perioden 1820-1824 sammen med Friederich Ernst von Prangen udstationeret i Frankfurt. I 1828 var han frivillig i den franske hær i Morea-ekspeditionen til Morea (i dag Peloponnes) under den græske uafhængighedskrig. Han blev i 1829 kaptajn ved Københavns Fæstning og var ansat i vejtjenesten 1834-1837. Schlegel fik rang af major i 1841 og en majorpost i 1844. Han blev oberstløjnant i 1848. I treårskrigen var han kommandør for feltingeniørdetachmentet og blev oberst i 1849, generalmajor og chef for Ingeniørkorpset i 1850. Schlegel blev generalløjnant i 1861. Han var i nogle måneder i vinteren 1863-1864 midlertidigt kommanderende general i 1. Generalkommandodistrikt under de Mezas overkommando.

## Andre opgaver
Schlegel var medlem af flere komiteer og kommissioner. 1848-1849 var han kongevalgt medlem af Den Grundlovgivende Rigsforsamling, men var bortrejst en del af tiden på en diplomatisk mission til Paris.

## Hædersbevisninger
Schlegel blev ridder af Dannebrog i 1826, dannebrogsmand i 1840, Kommandør af Dannebrog i 1849 og fik storkors af Dannebrog i 1858.